# Vučnik
Vučnik is een plaats in de gemeente Vrbovsko in de Kroatische provincie Primorje-Gorski Kotar. De plaats telt 16 inwoners (2001).